# Anaplectella simalur
Anaplectella simalur är en kackerlacksart som beskrevs av Morgan Hebard 1929. Anaplectella simalur ingår i släktet Anaplectella och familjen småkackerlackor. Inga underarter finns listade i Catalogue of Life.